# شرپ
شرپ (به انگلیسی: SHERP) یک تولیدکننده اوکراینی از وسیله نقلیه آبی‌خاکی و خودروی همه‌جارو است که برای زمین‌های خشن و خیس طراحی شده‌است. این شرکت دارای استانداردهای بین‌المللی کیفیت (ISO 9001) و دفتر مرکزی آن در کی اف، اوکراین است. وسایل نقلیه آن از طریق شبکه نمایندگی گسترده‌ای از جمله آرجی او (ARGO SHERP SERIES) و گروه استریت در سراسر جهان فروخته می‌شود.
ویژگی اصلی وسایل نقلیه شرپ چرخ‌های بزرگ با یک سیستم پردازنده برای باد کردن یا تخلیه آنها است، که به وسایل نقلیه اجازه می‌دهد تا از آب عبور کنند، از روی الوار عبور کنند، و روی یخ‌های نازک حرکت کند.
این طراحی توسط سازندگان دیگری مانند بیگ بو (BigBo) و شاتون(Shatun) (فرمان مفصلی) کپی می‌شود.

## در رسانه‌ها
- در فوریه ۲۰۱۶، شرپ در نمایش تخت‌گاز (مجموعه تلویزیونی ۲۰۰۲) ظاهر شد.[۹]
- در ژوئیه ۲۰۱۷ شرپ در شهرهای وایت‌هورس، یوکان و یلونایف کانادا به نمایش گذاشته شد.[۱۰]
- در اکتبر ۲۰۱۷ شرپ در (نمایش تلویزیونی برادران دیزل) به نمایش درآمد.[۱۱]
- در ژانویه ۲۰۱۸ فروشنده سودبری شرپ در نمایشگاه دیسکاوری کانادا سیاره روزانه حضور داشت.[۱۲]
- در ژوئیه ۲۰۱۹ شارپ با تو چینز در جی‌کیو و مجموعه ویدیویی (Vicelandland Expensivest Sh * t) برجسته شده‌است.[۱۳]
- در اوت ۲۰۱۹، شرپ با کوین هارت در (گاراژ جی لنو) نمایش داده می‌شود[۱۴]
- در نوامبر ۲۰۱۹، شرپ در نماهنگ‌های کانیه وست برای دنبال (کردن خدا دنبال شد) و (یکشنبه بسته شد)[۱۵][۱۶]